# Nanobuis
Een nanobuis is een langwerpige nanostructuur in de vorm van een holle cilinder, meestal gemaakt van koolstof. Naast de koolstofnanobuizen bestaan er echter ook anorganische nanobuizen, bijvoorbeeld gemaakt van silicium of metaaloxiden.
Nanobuisjes, medio jaren negentig voor het eerst gemaakt in het laboratorium, worden verwerkt in onder andere tennisrackets en fietsframes. Momenteel wordt onderzocht in hoeverre toepassingen in de elektronica mogelijk zijn. Daarbij wordt gedacht aan het gebruik van nanobuisjes als transistors in chips voor computers.